# Turzovka
Turzovka és una ciutat d'Eslovàquia. Es troba a la regió de Žilina.

## Demografia
| Godina             | 1994 | 2004   | 2014   | 2024    |
| ------------------ | ---- | ------ | ------ | ------- |
| Nombre de persones | 7611 | 7792   | 7660   | 6853    |
| Diferència         |      | +2,37% | −1,69% | −10,53% |

| Godina             | 2023 | 2024   |
| ------------------ | ---- | ------ |
| Nombre de persones | 6936 | 6853   |
| Diferència         |      | −1,19% |

## Ciutats agermanades
- Frýdlant nad Ostravicí, República Txeca
- Kęty, Polònia